# Utwe Municipality
Utwe Municipality är en kommun i Mikronesiska federationen.   Den ligger i delstaten Kosrae, i den östra delen av landet, 600 km öster om huvudstaden Palikir. Antalet invånare är 1 067.